# فريدريك ويليام فرانز
فريدريك ويليام فرانز (بالإنجليزية: Frederick William Franz)‏ هو داعية أمريكي، ولد في 12 سبتمبر 1893 في كنتاكي في الولايات المتحدة، وتوفي في 22 ديسمبر 1992 في بروكلين في الولايات المتحدة.